# Margot van Geffen
Margot van Geffen (Tilburg, 23 november 1989) is een Nederlands hockeyster die als middenvelder/verdediger speelt bij HC 's-Hertogenbosch. Zij kwam sinds 2011 uit voor het Nederlands elftal, waarvoor ze 250 interlands speelde en 17 keer scoorde (peildatum 28 juni 2023) op 2 april 2024 kwam er een officieel einde aan haar interland carrière. Vanaf seizoen 2022-2023 speelt ze in het shirt van HGC.
Van Geffen speelde tot 2008 voor TMHC Forward en daarna tot 2010 voor HC Rotterdam. Sinds het seizoen 2010-2011 komt ze uit voor HC 's-Hertogenbosch. Aan de Oosterplas won ze zestien hoofdprijzen: negen landstitels, zes Europa Cups en één nationale beker, de Gold Cup. Van Geffen was in twaalf seizoenen Den Bosch goed voor 34 officiële doelpunten, waaronder 24 in de Hoofdklasse.
Van Geffen debuteerde op 14 juni 2011 voor het Nederlands team tijdens een 8-2 zege op Zuid-Afrika in het Wagener Stadion. Als kersverse international veroverde ze met Oranje in die zomer meteen haar eerste twee prijzen: de Champions Trophy in juli 2011 in eigen land en de Europese titel in Mönchengladbach. 
Ze won met Oranje in totaal veertien hoofdprijzen (een gedeeld record met Lidewij Welten en Eva de Goede) en maakte onder meer deel uit van de selectie voor de Olympische Zomerspelen 2012, 2016 en 2020 (2021). Die leverde haar twee gouden en één zilveren medaille (2016) op. In de olympische finale tegen Argentinië van 6 augustus 2021 (3-1 winst) brak ze de score open uit een strafcorner.

## Erelijst
- Landskampioen (9) met Den Bosch in 2011, 2012, 2014, 2015, 2016, 2017, 2018, 2021, 2022
- Euro Hockey Club Cup (5) met Den Bosch in 2011, 2013, 2016, 2017, 2018
- EuroHockey League (1) met Den Bosch in 2021
- Gold Cup (1) met Den Bosch in 2022
- Champions Trophy 2011
- Europees kampioenschap 2011
- Olympische Spelen 2012 in Londen
- Hockey World League 2013 in San Miguel de Tucumán
- World Championship 2014 in Den Haag
- Europees kampioenschap 2014 in Londen
- Champions Trophy 2016 in Londen
- Olympische Spelen 2016 in Rio de Janeiro
- Europees kampioenschap 2017 in Amstelveen
- Hockey World League 2017 in Auckland
- World Championship 2018 in Londen
- Champions Trophy 2018 in Changzhou
- FIH Pro League 2019
- Europees kampioenschap 2019, Antwerpen
- FIH Pro League 2020-21
- Europees kampioenschap 2021, Amstelveen
- Olympische Spelen 2020 (2021) in Tokio
- Wereldkampioenschap 2022 in Amstelveen en Terrassa
- Europees Kampioenschap 2023 in Möchengladbach

Marilyn Agliotti · 
Naomi van As · 
Merel de Blaey · 
Carlien Dirkse van den Heuvel · 
Margot van Geffen · 
Maartje Goderie · 
Eva de Goede · 
Ellen Hoog · 
Kelly Jonker · 
Kim Lammers · 
Caia van Maasakker · 
Kitty van Male · 
Maartje Paumen · 
Sophie Polkamp · 
Joyce Sombroek · 
Lidewij Welten ·
Coach: Max Caldas
Naomi van As · 
Willemijn Bos · 
Carlien Dirkse van den Heuvel · 
Margot van Geffen · 
Eva de Goede · 
Ellen Hoog · 
Kelly Jonker · 
Marloes Keetels · 
Laurien Leurink · 
Caia van Maasakker · 
Kitty van Male · 
Maartje Paumen · 
Joyce Sombroek · 
Maria Verschoor · 
Xan de Waard · 
Lidewij Welten ·
Coach: Alyson Annan
Felice Albers · 
Margot van Geffen ·  
Eva de Goede · 
Marloes Keetels · 
Josine Koning · 
Sanne Koolen · 
Laurien Leurink · 
Caia van Maasakker · 
Frédérique Matla ·  
Laura Nunnink · 
Malou Pheninckx · 
Pien Sanders ·  
Lauren Stam · 
Maria Verschoor · 
Xan de Waard · 
Lidewij Welten · 
Coach: Alyson Annan